# Gotthold
Gotthold  è un nome proprio di persona tedesco maschile.

## Origine e diffusione
Si tratta di un nome di scarsa diffusione, creato nel XVII secolo in ambienti pietisti esattamente come Gottlob e Traugott. Etimologicamente è di struttura teoforica, essendo composto da Gott ("Dio") e hold ("amorevole").

## Onomastico

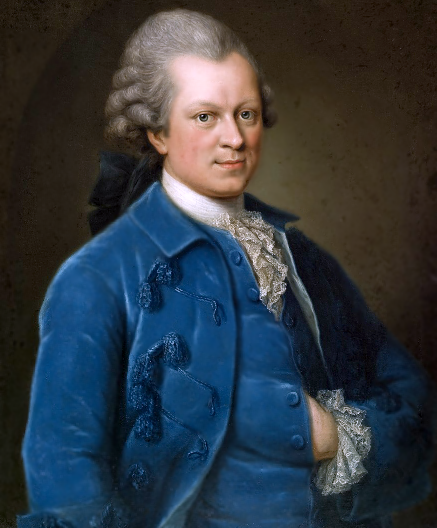
Gotthold Ephraim Lessing

Nessun santo ha portato questo nome, che quindi è adespota; l'onomastico può essere festeggiato il 1º novembre, ad Ognissanti. 

## Persone
- Gotthold Eisenstein, matematico tedesco
- Gotthold Ephraim Lessing, scrittore, filosofo e drammaturgo tedesco